# Přítoky

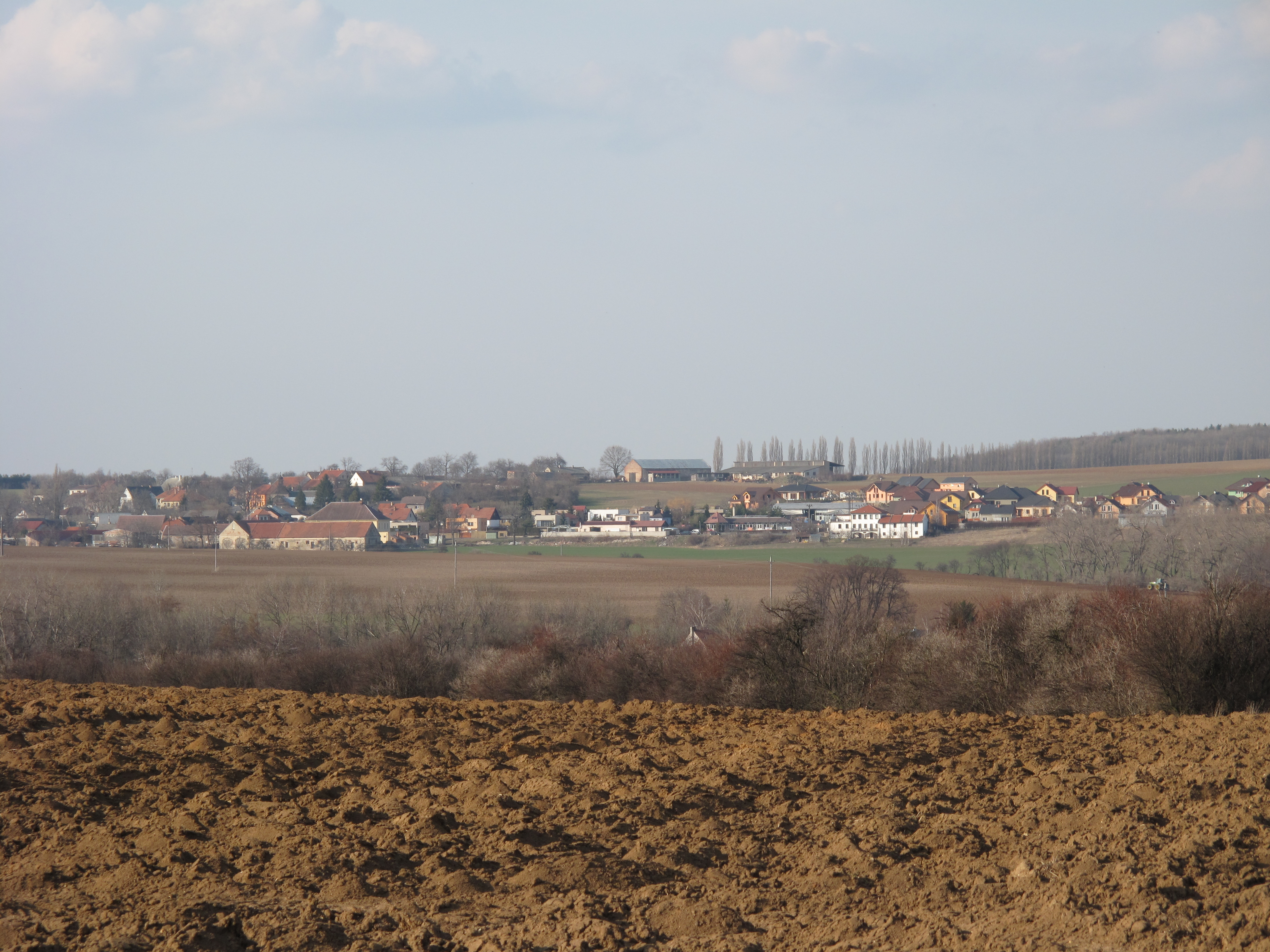
Blick von Bylany auf Přítoky

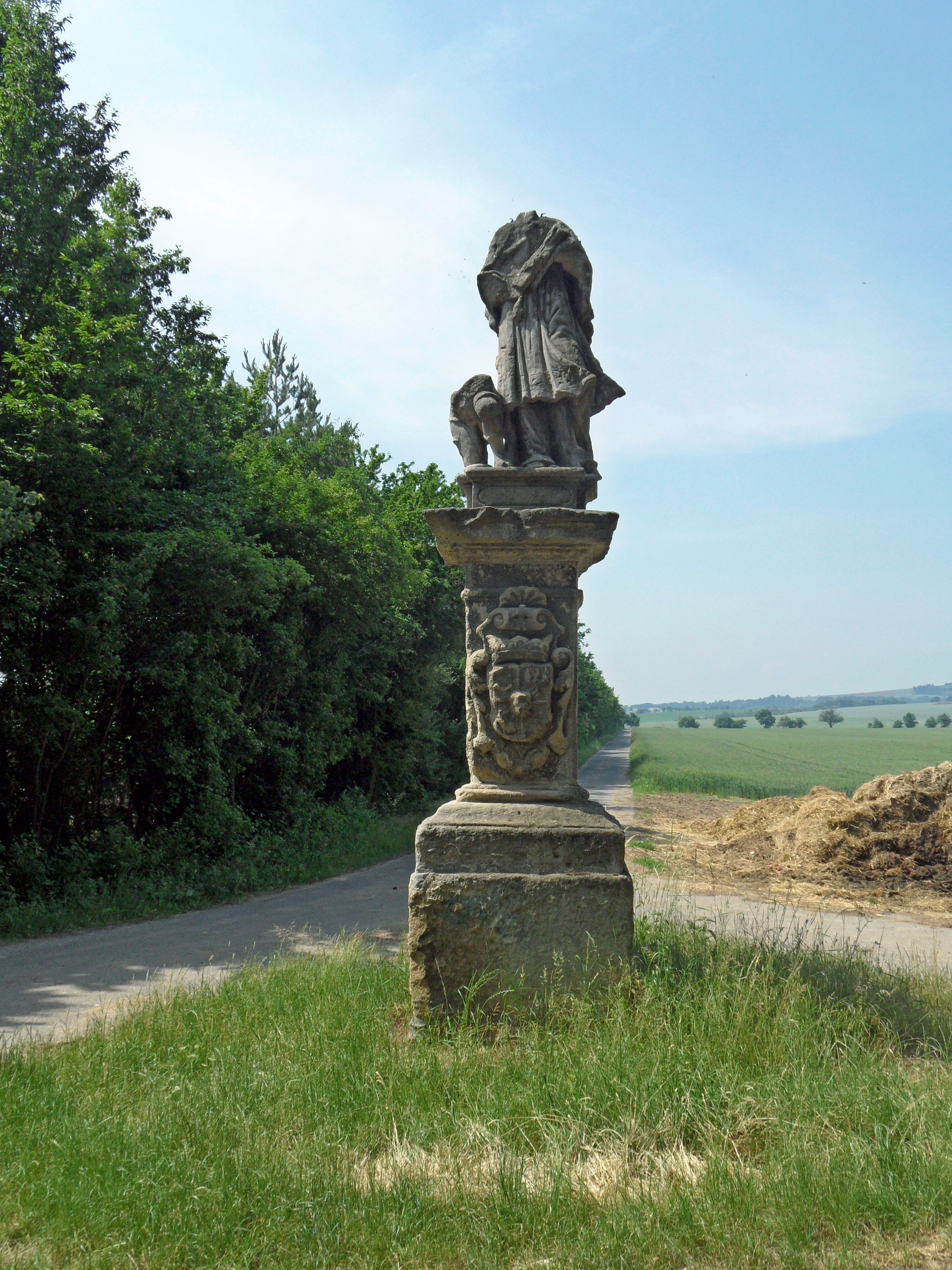
"Bezhlavý Jan"

Přítoky (deutsch Pschitok) ist ein Ortsteil der zum Okres Kutná Hora gehörenden Gemeinde Miskovice in Tschechien. Der Ort liegt zwei Kilometer westlich des Stadtzentrums von Kutná Hora. Es gibt 90 registrierte Adressen im Ort. Das Dorf hat 228 Einwohner und eine Katasterfläche von 1,88 Quadratkilometern.

## Geographie
Přítoky befindet sich in einem linken Seitental der Bylanka auf der Kutnohorská plošina (Kuttenberger Hochfläche). Nördlich erheben sich der Malý Kuklík (359 m n.m.) und der Velký Kuklík (356 m n.m.), südwestlich die Vysoká (471 m n.m.) und nordwestlich der Opatovický vrch (421 m n.m.)  und der Miskovický vrch (400 m n.m.). Durch den Ort führt die Silnice I/2 zwischen Zásmuky und Kutná Hora.
Nachbarorte sind Malá Vysoká, Hořany und Grunta im Norden, Kaňk im Nordosten, Žižkov im Osten, Vrchlice und Markovičky im Südosten, Škvárovna, Bylany und Na Obci im Süden, Tuchotice und Mezholezy im Südwesten, Miskovice und Suchdol im Westen sowie Bořetice, Bojiště und Červené Pečky im Nordwesten.

## Geschichte
Die erste schriftliche Erwähnung von Přítoky erfolgte 1141 als Besitz des Bistums Olmütz. Im Jahre 1250 überließ Bischof Bruno von Schauenburg das Dorf dem Kloster Sedlec. Im Jahre 1309 wurde der Ort als  Pfaffendorf bezeichnet. Der Ort gehörte zur deutschsprachigen Kuttenberger Sprachinsel, welche bis zu den Hussitenkriegen bestand. Während des 14. Jahrhunderts gehörte der Hof mit einem Teil des Dorfes verschiedenen Kuttenberger Patriziern, nach einem von ihnen – Andreas Pusch – wurde der Hof als Puschhof bezeichnet. 1413 verkaufte das Zisterzienserkloster seinen Anteil an Pfaffendorf.
Nachdem das Kuttenberger Jesuitenkolleg 1630 das Gut Přítoky erworben hatte, wurde es an das Gut Křesetice angeschlossen. Nach dem Jesuitenverbot fiel das Gut 1773 dem Religionsfonds zu, der den Hof 1788 parzellieren ließ.
Nach der Aufhebung der Patrimonialherrschaften bildete Přítoky eine Gemeinde im Gerichtsbezirk Kuttenberg, Caslaver Kreis. Ab 1868 gehörte das Dorf zum Bezirk Kuttenberg. Zum Ende des 19. Jahrhunderts wurde das Dorf als Přítoka bezeichnet, in den 37 Häusern lebten damals 315 Personen.
1960 wurde Přítoky nach Miskovice eingemeindet. Am 3. März 1991 hatte der Ort 206 Einwohner, beim Zensus von 2001 lebten in den 58 Wohnhäusern von Přítoky 228 Personen.

## Sehenswürdigkeiten
- Barocke Statue des hl. Johannes der Almosengeber (Jan Almužník), am Waldrand unterhalb des Malý Kuklík, die kopflose Figur wird im Volksmund als Bezhlavý Jan bezeichnet
- ehemalige Feste Přítoky
- St. Adalbert-Quelle mit St. Adalbert-Kapelle, südlich des Dorfes